# 星継駅シリーズ
星継駅（アステライト）シリーズは、ライアーソフトのサブブランドraiL softから発売されたアダルトゲームのシリーズである。
『霞外籠逗留記』などと同様、本シリーズもまた、インターフェースを自由に設定できる「V=Rシステム」（ヴァリアブルリードシステム）を内蔵したビジュアルノベルである。

## シリーズ一覧
星継駅擾乱譚
2012年7月20日発売で、Hシーン中心の再編集版『星継駅淫乱譚』との同時発売である。
星継駅蒐集箱（アステライトしゅうしゅうばこ）
2013年3月29日発売。『擾乱譚』と『年代史』のセット商品。
星継駅年代史（アステライトねんだいし）
2013年10月11日発売。『年代史』のHシーン中心の再編集版二篇と新規Hシーン一篇を収録した『星継駅淫代史』との同時発売である。
星継駅疾走軌（アステライトしっそうき）
2013年12月20日発売。
星継駅淫走軌（アステライトいんそうき）
2014年4月20日発売。『疾走軌』のHシーン中心の再編集版にあたる。

## あらすじ

### 擾乱譚
旅回りのサアカス団をしていたオキカゼ・Bと沙流江の二人は、商売道具である移動舞台が故障したことにより、辺境の荒野にある巨大な駅の集合体で足止めを食らう。
二人が停滞した日々を変えたいと思った矢先のある日、移動舞台が突如暴走し、最終的には駅全体を巻き込んだ騒動へと発展した。

### 年代史
過去編
『擾乱譚』から数世代前。駅を宇宙港として復興しようという話が出た一方、過去のものとして封印しようという意見も出た。
現在編
宇宙駅復興賛成派と反対派の対立が続く中、瑛とトゥアンの浮浪児コンビは管理局隠蔽派の陰謀に巻き込まれてしまう。
未来編
現在編から数世代後、駅は星々との中継ステーションとしての機能を取り戻しつつあったが、外宇宙に行けるだけの技術を有していなかった。ある日、女航宙士ゴドー・トルクエタムが過去の遺産を携えて駅に来る。

### 疾走軌
ある日、駅が濃霧に包まれるという珍しい現象が起き、亡霊列車が到着した。
様々な物を内蔵する亡霊列車には、様々な時代の者たちが乗り合わせていた。

## 登場人物

### 『擾乱譚』から登場
オキカゼ・B（バーナム）
本作の主人公。移動舞台を用いたサアカス団の座長を自称する少年。人を言いくるめるのを得意とするが、だましきれていないため、最終的には損をしてしまうことが多い。
沙流江（シャルーエ）
声：野月まひる
サアカス団の見世物を務める女性で、額に第三の目がある。愁いを帯びた見た目に反して世話焼き。かつてオキカゼに救われて以来、彼の情婦をしている。
『疾走軌』では単独で亡霊列車に乗りあわせてしまい、オキカゼのいない孤独に見舞われる。
ゼルダクララ＆ヒプノマリア
声：水純なな歩
人形のような美貌を持つ双子の姉妹で、普段は駅で迷った人々の案内役で生計を立てている。その正体は駅の先史宇宙港時代の管理用ヒューマノイドであり、常人より長い寿命を持つ。
また、駅にある運河の地下部「河の下」に住居を構え、娼婦としても生計を立てている。
『年代史』ではすべてのシナリオにて登場する。
アージェント・猫実（ねこざね）・ヘッポコピー
声：秋野花
映画車輌の管理人。「根暗な処女」と自称し、一昔前の女学生のような風貌をしているが、セックスへの興味が強く、秘密上映会の主催者も務めている。
沙流江という情婦がいながら秘密上映会へたびたび来るオキカゼに対しては憎しみを抱いている。
『疾走軌』のげっちゅ屋特典のショートストーリーでは、キモいの料理研究に付き合わされる羽目になる。
三条 朱鷺子 （さんじょう ときこ）
声：水純なな歩
駅の治安を守る公安官。生真面目故に日々の業務でストレスをため込んでおり、ソフトSMで発散している。平駅員たちにはそのことを伏せていたものの、平駅員にはひそかに知れ渡っている。
平駅員
声：草柳順子
駅で働く職員たちで、皆同じような姿をしている。

### 『年代史』から登場
シラギク・A
声：野月まひる
過去編に登場。中央から駅の航宙業務を終了させるために派遣された官吏。
『疾走軌』では任務中に亡霊列車へ転送されてしまい、早く帰ることを切望する。
瑛 （エイ）
声：野月まひる
現在編に登場。駅に住まう浮浪児。
ファム・アン・トゥアン
現在編に登場。瑛の相棒である浮浪児。
浮浪児として生きる中でたくましくなりつつあるも、異性への興味が強い。
ゴドー・トルクエタム
声：秋野花
未来編に登場する女航宙士。酒とセックスが好きで、トラブルが絶えないが、約束はしっかり守るという律儀な面を持つ。
『星継駅疾走軌外伝「烈女修業時代」』では、彼女の過去が描かれている。

### 『疾走軌』から登場
キモい
亡霊列車の車掌を務める女性。
"kind-hearted meticulous organism interface"（「細部まで行き届いた親切さをもつ、有機的インターフェース」の意）を自称し、親切さんと呼んでほしいと乗客たちに頼むも、異様な風貌故に「キモいさん」と呼ばれている。
朔屋 （さくや）
亡霊列車に乗り合わせてしまった男性。
酒好きで怠惰な性格をしており、女というだけでキモいにおそいかかろうとした。
智里 （ともさと）
書生のような服装をした青年。常人には見えぬものが見える青い瞳を持つ。
誰に対してもひねくれた態度をとるため、女性陣から顰蹙を買っている。

## スタッフ
- 原画：浦辺克斗
- シナリオ：希
- 音楽：さっぽろももこ